# 新シェケル
新シェケル（しんシェケル、ヘブライ語: שקל חדש‎  šekel ḥadaš、アラビア語: شيكل جديد、ISO 4217: ILS、通貨記号:₪）は、イスラエルの通貨単位。新シェケルはパレスチナ自治政府でも使用されている。また、イスラエルシェケル（ヘブライ語: שקל ישראלי‎、アラビア語: شيكل إسرائيلي、英語: Israeli shekel）として知られている。
ヘブライ語では略してש״ח（シャハ）とも表記される。通貨記号の₪もヘブライ文字のשとחを組み合わせたものである。

## 歴史

### イスラエル・ポンド、旧シェケル
英国委任統治領時代のパレスチナにおける通貨はパレスチナ・ポンドとして発行された。イスラエルという国名がまだなかったため、紙幣にもイスラエルの表記はなかった。しかし、パレスチナ・ポンドは英語とアラビア語とヘブライ語の３か国語で記載され、かつ、ヘブライ語においては「パレスチナ」だけではなく「イスラエルの地」を意味する「エレツ・イスラエル」の略称であるא"יも記載されていた。イスラエル・ポンドは1952年から1980年の間に使用された。
1969年6月4日にイスラエル国会は当時流通していたイスラエル・ポンドからシェケル（複数形シェカリム、記号は）」への移行を決定した。1977年11月に通貨発行の諸条件が整い、翌年5月にシェケルをイスラエル・ポンドと同様の紙幣とする事が決まった。流通を容易にするため、イスラエル・ポンド額面の10分の1をシェケルの額面とした。紙幣印刷においてもイスラエル・ポンドと同じ色、大きさ、肖像画を採用した。
こうした準備は2年以上をかけて秘密裏に行われ、1980年2月にようやくシェケルを法定通貨とすることが宣言された。これがいわゆる旧シェケルである。同時に補助通貨としては新アゴラ（複数形アゴロット）が設定された。同月24日、シェケル紙幣の流通を開始。当初紙幣の額面は1、5、10、50、100シェケル（複数形シェカリム）であった。しかしインフレが進んだため、5年後の1985年までには100、500、1,000、5,000、10,000シェケルの5券種が相次いで発行された。

### 新シェケル
こうした高額面化に対応するため、1985年9月4日にイスラエル政府はデノミネーションを行い、旧1,000シェケルと等しい価値をもつ新シェケルが施行された。記号は₪に変更されている。また補助通貨単位はアゴラであるが、旧シェケルに対応する補助通貨が新アゴラであるのに対し、新シェケルに対応する補助通貨は通常単にアゴラと呼ばれる。デノミネーションに伴い導入された第1次新シェケル紙幣シリーズである。まず50シェケル紙幣が発行され、後に100シェケル紙幣が導入された。翌1986年には20シェケル紙幣が追加され、1992年2月16日には200シェケル紙幣が発行された。デザインは旧シェケル紙幣の要素を踏襲しつつ、各券種に識別しやすい異なる色彩を採用している。

#### シリーズB（1999年～2017年）
1999年1月3日に第2次新シェケル紙幣シリーズが発行され、まず20シェケルと100シェケル紙幣が導入された。続いて同年10月31日に50シェケルと200シェケル紙幣が発行された。シリーズBでは偽造防止機能が強化され、縦方向のデザインに統一され、全券種の寸法は138mm×71mmである。

#### シリーズC（2014年～）
2012年11月14日、イスラエル銀行はシリーズCのデザインの最終段階に入っていると発表した。2014年9月16日の50シェケル紙幣が最初に流通し、その後2015年12月23日に200シェケル紙幣の流通が行われた。2017年11月23日に、20・100シェケル紙幣が流通しシリーズCが完成した。
スイスのチューリッヒにあるオレル・フュズリ株式会社で印刷されている。
| シリーズC 紙幣一覧 | シリーズC 紙幣一覧 | シリーズC 紙幣一覧 | シリーズC 紙幣一覧 | シリーズC 紙幣一覧           | シリーズC 紙幣一覧       |
| 画像               | 画像               | 額面               | 主な配色           | デザイン                     | デザイン                 |
| 表                 | 裏                 | 額面               | 主な配色           | 表                           | 裏                       |
| ------------------ | ------------------ | ------------------ | ------------------ | ---------------------------- | ------------------------ |
|                    |                    | 20シェケル         | 赤                 | ラヘル・ブルーシュタイン     | ガリラヤ湖からの眺め     |
|                    |                    | 50シェケル         | 緑                 | シャウル・チェルニホフスキー | コリント式の柱           |
|                    |                    | 100シェケル        | オレンジ           | リア・ゴルドベルク           | ガゼルの群れ             |
|                    |                    | 200シェケル        | 青                 | ナタン・アルテルマン         | 月明かりに照らされる植物 |

## 通貨の種類
過去のインフレを気にしてか、最初に20₪と100₪の発行を皮切りに流通し、1999年10月31日に50₪と200₪も発行、そして近年の好景気を背景に故ラビン首相の肖像が印刷された500₪紙幣も近々発行予定。
元々横型のお札のデザインだったのだが、新札発行時に現行の縦型のデザインに変更され発券された。縦型にデザインされた紙幣は世界でも類を見ないものである。
現状として200₪札、100₪札、50₪札、20₪札があり、それぞれに歴代イスラエルの大統領や偉人が肖像となっており過去にはアインシュタインも1968年に肖像になっている。

## 符号位置
| 記号 | Unicode | JIS X 0213 | 文字参照         | 名称       |
| ---- | ------- | ---------- | ---------------- | ---------- |
| ₪    | U+20AA  | -          | &#x20AA; &#8362; | 新シェケル |

## デジタルシェケル（CBDCプロジェクト）
2025年3月3日、イスラエル銀行はデジタルシェケルの予備的設計文書を公表し、一般からの意見募集を開始した。同プロジェクトの一環として開催された「Digital Shekel Challenge」では、14件の活用事例が発表された。この取り組みは、決済システムの近代化と競争促進を目的とし、中央銀行デジタル通貨（CBDC）導入に向けた重要な一歩とみなされている。